# John William Stacey
John William Stacey (1871 - 1943) fue un médico, editor y botánico estadounidense. Graduado en medicina y botánica de la Universidad de Michigan, Stacey dedicó su vida profesional al comercio de libros y a la afición del estudio de especies de plantas de California, especialmente del género Carex.

## Librerías
Stacey inició como empleado del departamento de libros de una cadena de tiendas por departamento estadounidense llamada Emporium. Posteriormente fundó una librería en el centro de San Francisco llamada por su mismo nombre: J.W. Stacey, Inc. La librería fue dotada principalmente de libros de medicina con fondos de médicos de California y ubicada en el segundo piso de un edificio en Market Street. La librería expandió sus títulos, se crearon otras tiendas en ciudades del estado hasta su cierre total en 2009.

## Botánica
Stacey fue aficionado a la botánica habiendo nombrado como autor a tres especies: Carex curatorum, Carex obispoensis, y Carex subnigricans, todas especies de California.